# Cozy Powell
Colin Flooks, známý jako Cozy Powell (29. prosince 1947, Cirencester, Anglie – 5. dubna 1998) byl britský rockový bubeník.
Svou hudební kariéru začal ve skupině The Sorcerers v roce 1965. V roce 1971 vstoupil do Jeff Beck Group se kterou nahrál dvě alba, potom hrál sólově a založil skupinu Bedlam. V roku 1973 se jeho sólový singl Dance With The Devil umístil na třetím místě v britském žebříčku hitů. V následujícím roce se Cozy proslavil, když hrál živě v televizi a zdolal rekord jako nejrychleji hrající bubeník. Účinkoval i v televizním programu BBC pro děti s názvem Record Breakers.
V roce 1976 se stal členem skupiny Rainbow Ritchieho Blackmorea. Z jeho účinkování ve skupině je nejpamátnější 16. srpen 1980, kdy se Rainbow proslavili na historicky prvním koncertu Monsters of Rock v Castle Donington v Anglii. Následovala úspěšná LP Down to Earth ze které pochází singly Since You`ve Been Gone a All Night Long.
Se zpěvákem Grahamem Bonnetem krátce nato opustil Rainbow, aby začali práce na novém projektu Bonnet & the Hooligans. Jejich společným nejvýznamnějším singlem byl Night Games (1981).
Powell vystupoval s mnohými známými skupinami – Michael Schenker Group od 1981 do 1982, Whitesnake 1982–1984, potom s Keithem Emersonem a Gregem Lakem v roce 1986 a nakonec se skupinou Black Sabbath v letech 1989–1991 a 1993–1995.
Spolu s Neilem Murrayem (bývalým členem Cozy Powell`s Hammer, Whitesnake a Black Sabbath) se stal členem Brian May Bandu a účinkoval na albech Back To The Light a Another World. Na jaře 1998 měli naplánované společné turné.
Cozy Powell zemřel 5. května 1998 na následky dopravní nehody na dálnici M4 u Bristolu, když v nepříznivém počasí havaroval se svým Saabem 9000. Před nehodou nahrával v studiu se skupinou Fleetwood Mac.
Účinkoval jako bubeník na nejméně 66 albech. Měl velký vliv na hru mnohých rockových bubeníků a jeho předčasný odchod je velkou ztrátou pro rockovou muziku. V době kdy působil v Black Sabbath byl také spoluproducentem alb Headless Cross a Tyr.
V říjnu 2005 se na trhu objevilo nové album s Cozy Powellem. Tony Martin, bývalý zpěvák Black Sabbath, vydal studiové album Scream, na kterém použil nahrávku s Powellem, která pocházela z roku 1992. Oba muzikanti tehdy byli ve skupině Hammer a Cozy mu ji dal na „další použití“. Existuje ještě dalších 19 Powellových instrumentálních nahrávek, které mohou být v budoucnu použity.

## Diskografie
- Rough & Ready – Jeff Beck Group (1971)
- Clowns – Ed Welch (1971)
- Jeff Beck Group – Jeff Beck Group (1972)
- A Writer of Songs – Harvey Andrews (1972)
- Clotho's Web – Julie Felix (1972)
- Cosmic Wheels – Donovan (1973)
- Bedlam – Bedlam (1973)
- You And Me – Chick Churchill (1973)
- Nigel Lived – Murray Head (1973)
- First of the Big Bands – Tony Ashton / Jon Lord (1974)
- Peter & The Wolf – Various (1975)
- Every Word You Say – Peter Sarstedt (1975)
- The First Starring Role – Bob Sargeant (1975)
- Rising – Rainbow (1976)
- Fourteen Greatest Hits – Hot Chocolate (1976)
- On Stage – Rainbow (1977)
- Long Live Rock 'N' Roll – Rainbow (1978)
- Down To Earth – Rainbow (1979)
- Over the Top – Cozy Powell (1979)
- And About Time Too – Bernie Marsden (1979)
- Monsters of Rock – Rainbow (1980)
- Look At Me Now – Bernie Marsden (1981)
- Tilt – Cozy Powell (1981)
- M.S.G. – Michael Schenker Group (1981)
- Line Up – Graham Bonnet (1981)
- One Night at the Budokan – Michael Schenker Group (1982)
- Before I Forget – Jon Lord (1982)
- Pictures At Eleven – Robert Plant (1982)
- Octopuss – Cozy Powell (1983)
- Slide It In – Whitesnake (1984)
- Phenomena – Phenomena (1985)
- Under a Raging Moon – Roger Daltrey (1985)
- Finyl Vinyl – Rainbow (1986)
- Emerson, Lake & Powell – Emerson, Lake & Powell (1986)
- Who the Am Dam – Boys Don't Cry (1987)
- Sanne Salomonsen – Sanne Salomonsen (1987)
- Triumph & Agony – Warlock (1987)
- Forcefield I – Forcefield (1987)
- Super Drumming – Pete York / Cozy Powell (1987)
- Long Cold Winter – Cinderella (1988)
- Southern Region Breakdown – James Darby (1988)
- K.2. – Don Airey (1988)
- Forcefield II – Forcefield (1988)
- After the War – Gary Moore (1989)
- Headless Cross – Black Sabbath (1989)
- Timewatch – Minute By Minute (1989)
- To Oz And Back (Forcefield III) – Forcefield (1989)
- Live in Germany 1976 – Rainbow (1990)
- Tyr – Black Sabbath (1990)
- Let the Wild Run Free (Forcefield IV) – Forcefield (1991)
- The Connoisseur Collection Vol II – Ritchie Blackmore (1991)
- The Drums are Back – Cozy Powell (1992)
- Instrumentals – Forcefield (1992)
- Back To the Light – Brian May (1993)
- Live at Brixton Academy – Brian May (1994)
- Forbidden – Black Sabbath (1995)
- The Music of Jimi Hendrix – Various (1995)
- The Sabbath Stones – Black Sabbath (1996)
- Baptism of Fire – Glenn Tipton (1997)
- The Best of Cozy Powell – Cozy Powell (1997)
- Splinter Group – Peter Green (1997)
- SAS Band – S.A.S. Band (1997)
- Facing the Animal – Yngwie Malmsteen (1997)
- Another World – Brian May (1998)
- Twin Oaks/Especially For You – Cozy Powell (1999)
- Scream – Tony Martin (2005)
- Edge of the World – Tipton, Entwistle & Powell (2006)